# Amortisatiesyndicaat
Het Amortisatiesyndicaat was een financiële instelling die in 1822 in het Koninkrijk der Nederlanden bij wet werd opgericht en onder meer belast werd met het afwikkelen van een deel van de staatsschuld en met het financieren van bepaalde publieke werken. Het syndicaat verschafte koning Willem I een kas die hij buiten het parlement om kon beheren. Het  bestond uit een groep notabelen dat uit de hand van de vorst at, maar verregaande bevoegdheden had inzake de staatsfinanciën. 
Van aflossing van schulden kwam door omstandigheden weinig terecht, maar het syndicaat speelde wel een rol bij de aanleg van wegen en kanalen, bij inpolderingen van land en bij ontginningen in de duinen. De opbrengsten van veel van die werken vielen dermate tegen, dat het Amortisatiesyndicaat bij de opheffing ervan in 1840, in weerwil van haar taakstelling, 113 miljoen gulden aan de staatsschuld toevoegde. 
Het woord amortisatie betekent onder meer aflossing van (staats)schulden.

## Achtergrond
Door slecht financieel beleid ten tijde van de Republiek, de kosten van het bezettingsleger tijdens de Franse tijd en de door de bezetter opgelegde overige lasten, was de Nederlandse staatsschuld tot onbeheersbare proporties toegenomen. De rentelast ervan bedroeg in 1809 zo'n 39 miljoen gulden, terwijl de belastingen maar 33 miljoen opbrachten. Op 9 juli 1810 ging Napoleon over tot de tiërcering van de staatsschuld, een maatregel die inhield dat nog slechts over een derde rente zou worden betaald. Hiermee werd een dreigend staatsbankroet afgewend. Twee derde van de staatsschuld veranderde hierdoor in een achtergestelde lening, die op de kapitaalmarkt maar een bescheiden waarde had. 
Bij de onafhankelijkheid in 1813 van het Koninkrijk der Nederlanden zag koning Willem I zich genoodzaakt deze tiërcering te handhaven. De twintig verschillende uitstaande staatsleningen werden tot één Nieuwe Werkelijke Schuld (NWS) hervormd, die 1726 miljoen gulden bedroeg. Opnieuw werd over slechts een derde ervan rente betaald, maar bij een jaarlijkse loting werd 4 miljoen aan achtergestelde lening geconverteerd in NWS. In dat tempo zou de maatregel van Napoleon na ruim 300 jaar tot het verleden behoren.
Vanaf 1814 was een 'Amortisatiekas' actief, die op de beurs handelde in schuldbewijzen, in de verwachting daar na verloop van tijd rendement op te halen en met de opbrengst delen van de achtergestelde schuld af te kunnen lossen. Daarnaast was het Syndicaat der Nederlanden (1810-1823) belast met het innen van sommige belastingen en het uitbetalen van rente en aflossingen op de staatsschuld.

## Het syndicaat

### Oprichting en taken
De taken van de Amortisatiekas en het Syndicaat der Nederlanden gingen bij wet ingesteld op 27 december 1822 in het Amortisatiesyndicaat op. Het was een kas die met bijdragen van de overheid werd gevuld, opbrengsten van beheer en verkopen van domeinen, de tolgelden van wegen en kanalen en vooral door het aangaan van een lening van 68 miljoen gulden.
Tot de taken van het syndicaat behoorden in eerste aanleg het beheer, de rentebetalingen en de aflossingen van de (achtergestelde) staatsschuld. Zij zou ook zorg dragen voor de uitbetaling van pensioenen, wachtgelden en dergelijke en het fonds kon bij de financiering van publieke werken worden ingezet. Hoewel vanaf het begin duidelijk moet zijn geweest dat het parlement bij de afhandeling van financiële aangelegenheden althans deels buitenspel werd gezet, was van een sterke oppositie geen sprake. Mogelijk hebben de vooruitzichten op een afname van de enorme staatsschuld daarin een rol gespeeld. 

### Uitvoering

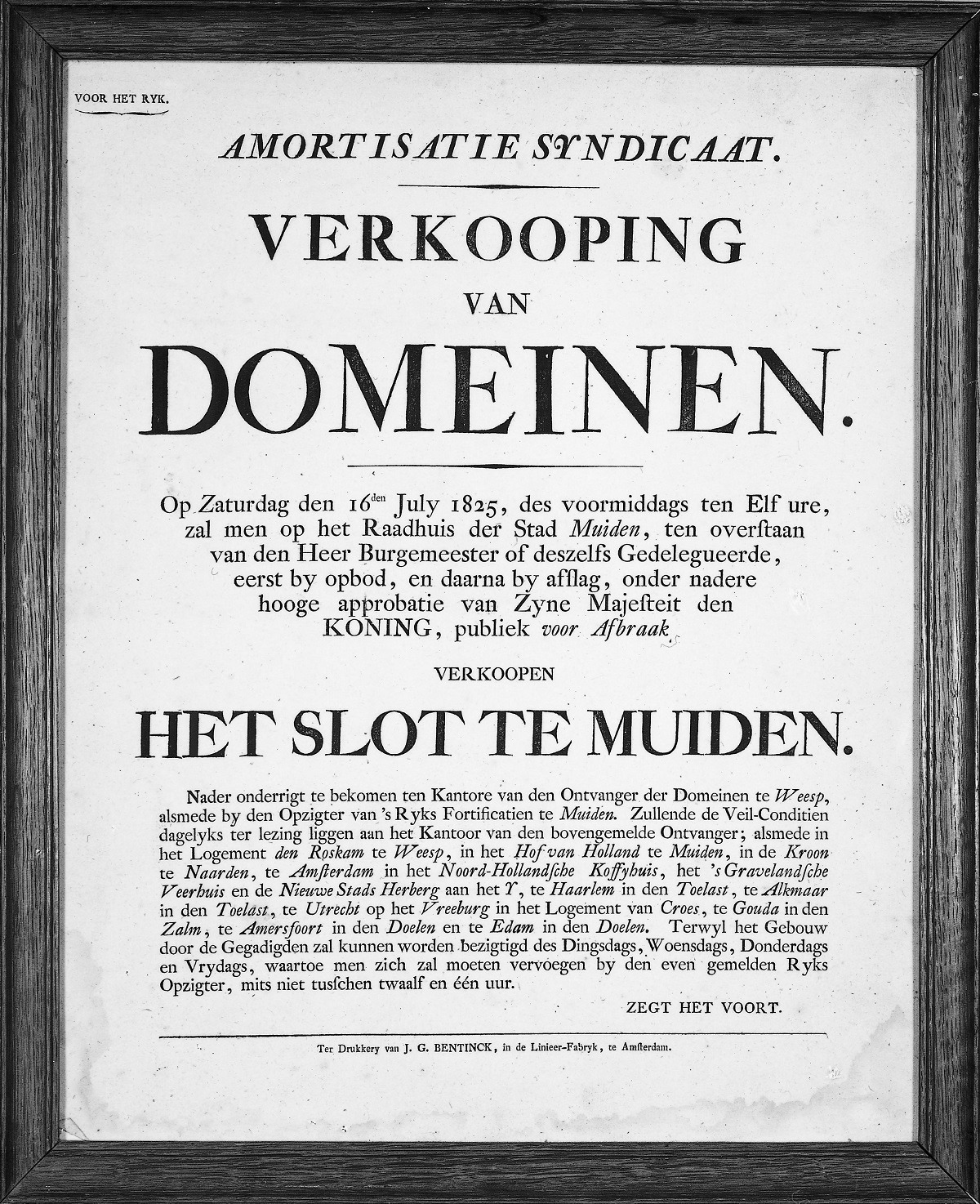
Aankondiging van de verkoop van het Muiderslot

De kapitaalmarkt reageerde positief op de nieuw uitgeschreven lening en de doelstellingen van het syndicaat. De waarde van de achtergestelde staatsleningen nam op de beurs weer toe, zodat van opkopen ervan niets meer terecht kwam. De koning gebruikte het fonds voor de aanleg van kanalen en ter stimulering van de industrie. Toen bijvoorbeeld in 1825 de Staten-Generaal de bijdrage aan het Fonds voor de Nationale Nijverheid van 1,3 miljoen naar 800.000 gulden verlaagde, dwong Willem I het Amortisatiesyndicaat om het verschil bij te passen. Het fonds, administratief ondergebracht bij het Ministerie van Financiën, werd door een kleine groep notabelen bestuurd. Het dagelijks beheer was, in elk geval aanvankelijk, in handen van één ambtenaar, die ook wel direct aan de vorst rapporteerde.
Het Amortisatiesyndicaat kondigde in 1825 de verkoop 'voor Afbraak' van het Muiderslot ten behoeve van de staatsschuld aan. De verkoop zou uiteindelijk niet doorgaan.

### Rijksbegrotingen van 1829 en 1839
In de grondwet van 1814 en 1815 was voorzien in een tienjarige begroting. Daardoor kreeg de Staten-Generaal voor het eerst in 1829 enig zicht op de activiteiten en de financiële toestand bij het Amortisatiesyndicaat. Hoewel het eerste rapport van het syndicaat in zekere zin was opgeschoond, werd dat jaar duidelijk dat het verantwoordelijk was voor een aanzienlijke toename van de staatsschuld. De begroting van 1829 werd in eerste aanleg verworpen, mede vanwege de vrijheden die de koning zich met het syndicaat had veroorloofd. Vooral in de Zuidelijke Nederlanden ontbrak het aan steun voor het door de vorst gevoerde financiële beleid en dat beleid speelde een belangrijke rol in de aanloop naar de Belgische Revolutie van 1830.
Allengs moest het Amortisatiesyndicaat openheid van zaken verschaffen en het werd in 1830 duidelijk dat de organisatie niet aan al haar verplichtingen kon voldoen. Uit zijn tweede rapport, van 1838, bleek dat het syndicaat zo goed als failliet was en het parlement vroeg bij herhaling om de opheffing ervan. Door de Belgische afscheiding was een oorlogstoestand ontstaan, waardoor de oppositie in het parlement buitenspel was gezet. Aan die situatie kwam in 1839, met het Verdrag van Londen, een eind, waarna de koning in de Staten-Generaal aanzienlijke weerstand tegen zijn beleid en begroting moest dulden. Een jaar later, na de troonsafstand van Willem I, werd het Amortisatiesyndicaat opgeheven.